# Entedon longus
Entedon longus är en stekelart som beskrevs av Boucek 1968. Entedon longus ingår i släktet Entedon och familjen finglanssteklar. Arten är reproducerande i Sverige. Inga underarter finns listade i Catalogue of Life.